# The Size of Food
The Size Of Food es un álbum de estudio de la banda neozelandésa Jean-Paul Sartre Experience, lanzado en 1989 por Flying Nun Records.

## Lista de canciones
1. Inside & Out - 03:55
2. Elemental - 04:14
3. Slip - 03:11
4. Shadows - 04:01
5. Get My Point - 05:16
6. Gravel - 03:14
7. Thrills - 05:21
8. Window - 04:46

## Personal
- Dave Yetton - guitarra, voz, bajo, sonidos variados
- David Mulcahy - guitarra, voz
- Gary Sullivan - batería, sonidos variados
- Jim Laing - guitarra, voz
- Nick Roughan - ingeniero
- Rob Pinder - productor